# Tour de l'Île
La Tour de l'Île est une montre complexe fabriquée par le fabricant suisse Vacheron Constantin. Il est sorti en 2005 dans une édition limitée de 7 pièces pour célébrer le 250e anniversaire du fabricant,.
La montre-bracelet Tour de l'Ile a nécessité 10 000 heures de recherche et développement,. La montre contient 16 complications et 834 pièces individuelles, et est l'une des montres-bracelets les plus complexes au monde.

## Histoire
En 2005, Vacheron Constantin a créé la montre-bracelet "Tour de l'île" pour marquer l'anniversaire des 250 ans de Vacheron Constantin. Il a fallu 10 000 heures de recherche et développement du mouvement horloger,.

## Spécifications
La montre a deux cadrans et est en or pur 18 carats avec un verre non réfléchissant de saphir bleu. Il comprend 834 pièces et 16 complications horlogères, dont tourbillon, répétition minutes, phase de lune, âge et calendrier perpétuels, carte du ciel, lever et coucher de soleil et équation du temps. 

## Prix
La montre-bracelet Tour de l'île est l'une des montres les plus complexes au monde. Au total, seules sept pièces ont été fabriquées, chacune ayant un prix supérieur à 1  million. Le 3 avril 2005, Antiquorum a mis aux enchères une montre-bracelet Tour de l'île, au prix final de 1,56 million de dollars américains (1 876 250 CHF),. La pièce de vente aux enchères a un cadran noir unique. 